# Cratere Vil'ev
Vil'ev è un cratere lunare di 45,83 km situato nella parte sud-occidentale della faccia nascosta della Luna.
Il cratere è dedicato all'astronomo russo Michail Anatol'evič Vil'ev.